# Sisymbrella aspera subsp. aspera
Sisymbrella aspera subsp. aspera é uma subespécie de planta com flor pertencente à família Brassicaceae. 
A autoridade científica da subespécie é (L.) Spach, tendo sido publicada em Hist. Nat. Vég. 6: 426 (1838).

## Portugal
Trata-se de uma subespécie presente no território português, nomeadamente em Portugal Continental e no Arquipélago dos Açores.
Em termos de naturalidade é nativa de Portugal Continental e introduzida no Arquipélago dos Açores.

## Protecção
Não se encontra protegida por legislação portuguesa ou da Comunidade Europeia.